# Pápa
Pour les articles homonymes, voir Papa.
Pápa est une ville historique du comitat de Veszprém dans l'Ouest de la Hongrie. Située non loin des monts Bakony, elle compte 33 000 habitants. La ville est réputée pour son centre à l'architecture baroque et plusieurs monuments remarquables. Elle fut un important centre religieux, catholique, protestant et hébraïque, du pays. La ville possède un centre thermal et un important parc près du centre-ville.
Non loin de la ville, se trouve la base aérienne de Pápa qui héberge depuis 2009 (entre autres) les C-17 Globemaster de la Heavy Airlift Wing de l'OTAN.

## Histoire

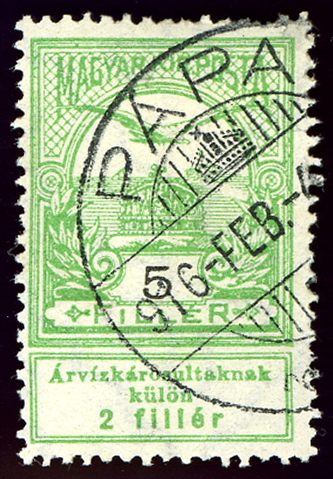
Timbre du Royaume de Hongrie de 2 filler pour les victimes de la guerre, 1916

Pápa est une ville historique mentionnée pour la première fois dans des archives en 1061. 
Son importance et son développement sont prouvés par le fait qu'au XIVe siècle la ville reçut des privilèges civiques et qu'au début du siècle suivant elle devint un bourg, issu des 11 villages qui occupaient le territoire actuel de la ville au cours du Moyen Âge. De grandes familles de propriétaires fonciers et divers ordres religieux ont joué un rôle important dans le développement de Pápa en tant que ville : les franciscains s'y sont installés en 1475 et les paulistes en 1638.
À la fin du Moyen Âge, c'était le centre du protestantisme le plus important de Transdanubie. Les doctrines réformatrices ont fait leur apparition au début de la Réforme. 
La première traduction hongroise du Catéchisme de Heidelberg fut imprimée en 1577. 
Après Sopron et Sárvár, cette ville devint le troisième centre du protestantisme en Transdanubie.
Dès 1531, une école de l'Église réformée est fondée Pápa, et sera ensuite transformée en une faculté de théologie et une faculté de droit. 
Le château de Pápa existait déjà au XVe siècle et, à l'époque ottomane, il faisait partie du système de forteresses frontalières.
Alors que les Ottomans occupent la majeure partie de l'Europe centrale, la région au nord du lac Balaton reste dans le Royaume de Hongrie (1538–1867). Jusqu'en 1918, la ville fait partie de la monarchie autrichienne (empire d'Autriche), dans la province de Hongrie en 1850 ; après le compromis de 1867, dans la Transleithanie, au Royaume de Hongrie. Elle compte 13 000 habitants vers 1850.
Entre 1929 et 1945, Pápa était un chef-lieu de comté et de 1945 à 1983, un chef-lieu de district.
La Seconde Guerre mondiale a causé des pertes incommensurables à l'ensemble de la ville. 
Le palais et la synagogue furent gravement endommagés, les archives furent détruites.

## Géographie
Pápa est située dans la vallée du ruisseau Tapolca, autrefois abondant, au centre du Pápai-síkság (Pápa-Devecseri-sík), à la rencontre des monts Bakony et de la Petite Plaine.
Ses zones de peuplement sont : Borsosgyőr au sud-est du centre, Kéttornyúlak au sud du centre-ville, Tapolcafő au sud-est et Pálháza près de la limite nord-ouest.

## Population
| 2013   | 2014   | 2018   | 2021   | 2022   |
| ------ | ------ | ------ | ------ | ------ |
| 31 528 | 31 268 | 30 382 | 29 387 | 29 019 |

| 2023   | 2024   | - | - | - |
| ------ | ------ | - | - | - |
| 28 789 | 28 549 | - | - | - |

## Transports

### Transport routier
La voie d'accès routière la plus importante à la ville est la route principale 83, accessible depuis le sud, depuis la région de Veszprém, et depuis le nord, depuis Győr. La route principale traversait autrefois le centre de Pápa, mais elle la contourne maintenant par l'ouest,
Les routes principales 832 et 834 bifurquent de la route principale 83 respectivement vers l’est et l’ouest : la première mène à Veszprémvarsány et jusqu'à Kisbér-Tatabánya, la seconde à Celldömölk et jusqu'à la région de Sárvár et Szombathely.

### Transport ferroviaire
La gare de Pápa est sur la Ligne de Győr à Celldömölk et une ligne secondaire mène à Csorna.

### Transport par bus
Le transport en bus local et interurbain de la ville est assuré par Volánbusz Zrt.
La gare routière est située au centre-ville, entre le rond-point de Szabadság utca et Gróf út et la promenade Ady Endre.

## Personnalités de Pápa
- Ferenc Gyurcsány, premier ministre de Hongrie
- Lajos Bruck (1846-1910), peintre
- László Kövér (1959-), homme politique
- Fülöp Ö. Beck (1873-1945), un sculpteur
- Joseph Breuer, rabbin
- Jacob Hoffman, rabbin
- Isaac Breuer (1883–1946) - rabbin
- Istvan Markó, chimiste

## Jumelages
Pápa est jumelée avec :
| Ville | Ville               | Pays | Pays      |
| ----- | ------------------- | ---- | --------- |
|       | Casalecchio di Reno |      | Italie    |
|       | Covasna             |      | Roumanie  |
|       | Eilat               |      | Israël    |
|       | Gorlice             |      | Pologne   |
|       | Hurbanovo           |      | Slovaquie |
|       | Kampen              |      | Pays-Bas  |
|       | Leinefelde (d)      |      | Allemagne |
|       | Lučenec             |      | Slovaquie |
|       | Schwetzingen        |      | Allemagne |
|       | Vychkovo            |      | Ukraine   |